# Tommy Armour III
Thomas Dickson Armour III (nascido em 8 de outubro de 1959) é um jogador profissional estadunidense de golfe. Juntou-se ao PGA Tour em 1981, aos 21 anos, onde tem duas vitórias: Phoenix Open (1990) e Valero Texas Open (2003). É o neto do tricampeão Tommy Armour, que morreu em 1968.